# 11413 Кетенеч
11413 Кетенеч (11413 Catanach) — астероїд головного поясу, відкритий 10 травня 1999 року.
Тіссеранів параметр щодо Юпітера — 3,564.